# Over Askeskyen 2
Over Askeskyen 2 er det femte studiealbum fra den danske freestyle rapper Pede B. Albummet er en forlængelse af Albummet Over Askeskyen
som er lavet i sammerarbejde med DJ Noize.

## Spor
| #   | Titel                                                               | Producer(e)                           | Længde |
| --- | ------------------------------------------------------------------- | ------------------------------------- | ------ |
| 1.  | "Velkommen Tilbage" (Feat. Emilie Moldow)                           | Lawan Othman & Kim Sæther (DJ Noize)* | 3:42   |
| 2.  | "Sig Det Videre"                                                    | Kim Sæther (DJ Noize)                 | 3:27   |
| 3.  | "Efter I Morgen"                                                    | Thor Madsen & Kim Sæther (DJ Noize)*  | 3:42   |
| 4.  | "Onsdag Formiddag"                                                  | Adam Svendsen                         | 4:25   |
| 5.  | "Skru Op" (Feat. Feat. Simon Jul Jørgensen & Ayoe Angelica)         | Kim Sæther (DJ Noize)                 | 3:14   |
| 6.  | "Radio HDKDB, Pt. II" (Feat. Joan Ørting)                           | Kim Sæther (DJ Noize)                 | 1:35   |
| 7.  | "Det Ville Være" (Feat. Mikkel Solnado & Ayoe Angelica)             | Kim Sæther (DJ Noize)                 | 3:54   |
| 8.  | "Pede Service Announcement 2" (Feat. Johanne Algren)                | Kim Sæther (DJ Noize)                 | 1:04   |
| 9.  | "Miss Danmark"                                                      | Kim Sæther (DJ Noize)                 | 2:52   |
| 10. | "Når Det Nok" (Feat. Erik Clausen & Ayoe Angelica)                  | Kim Sæther (DJ Noize)                 | 2:53   |
| 11. | "Succes" (Feat. Orgi-E)                                             | Kim Sæther (DJ Noize)                 | 3:50   |
| 12. | "God Stil"                                                          | Anders Brixen                         | 3:33   |
| 13. | "Turen Hjem" (Feat. Lukas Lunderskov, Iben Mondrup & Emilie Moldow) | Kim Sæther (DJ Noize)                 | 3:38   |
| 14. | "Møder Mig"                                                         | Kim Sæther (DJ Noize)                 | 3:39   |
| 15. | "En Smule Væk"                                                      | Kim Sæther (DJ Noize)                 | 3:44   |
| 16. | "Ny Dag Truer" (Feat. Alex Ambrose)                                 | Adam Svendsen                         | 4:04   |
| 17. | "Afsked" (Feat. David Fjelstrup)                                    | Kim Sæther (DJ Noize)                 | 3:36   |

| 18. | "Rodløs (Bonus Track)" | Kim Sæther (DJ Noize) | 2:52 |

- (*) angiver co-producer
- Track 14 "Møder Mig" indeholder et sample af Nis P. - "Langt Fra Nok Til Dig"